# Креветна стеница
Креветна стеница (лат. Cimex lectulartus), је врста кућне стенице која припада потпородици (лат. Cimicinae). Она је космополитски инсект који паразитира хранећи се крвљу човека, мачке, пса, и других домаћих животиња, али и крвљу зеца, глодара (пацова и мишева) и разних птица. Креветна стеница најактивнија је ноћу када излази из својих станишта (кревета, душека и другог намештаја) и усним апаратом за бодење сиса крв домаћина.
На месту убода на кожи домаћина, она својим излучевинама ствара локалну реакцију у виду црвенила праћеног сврабом. Креветна стеница може бити један од вектора (преносиоца) и изазивача заразних болести.
Иако се стенице могу заразити са најмање 28 људских патогена, ниједна студија није открила да су инсекти способни да пренесу било који од њих на људе. Установљено је да могу да садрже Staphylococcus aureus отпоран на метицилин (MRSA) и Enterococcus faecium резистентнан на ванкомицин (ВРЕ), али је значај ових налаза још увек непознат.
Истраживања потенцијалног преноса HIV, MRSA, хепатитиса Б, хепатитиса Ц и хепатитиса Е нису показала да стенице могу да шире ове болести. Међутим, постоје неки докази да се арбовируси могу преносити.

## Распрострањеност и станишта
Креветна стеница је инсект који није способна да лети већ живи као ектопаразит сисара и птица хранећи се њиховом крвљу. Креветне стенице распрострањене су на свим континентима осим Антарктика. Чешће су у тропским и умереним стаништима јер су осетљиве на температуру, која се крећу испод 13-15 °C. Углавном воле сува и топла станишта грубих површина, где се нагомилавају у виду гроздова.

## Карактеристике
Креветне стенице су најактивније у ноћним сатима када нема вибрација и спољашњег осветљења. Најчешће их привлачи издахнути угљен-диоксид (који елиминишу из организма, преко дисајних путева, човека и други сисари) и кожа домаћина, из које сисају крв. 
У генетском коду креветне стенице уграђена је способност инсекта да региструје разлику између количине угљен-диоксида коју нека особа испушта током сна за или у будном стању. Зато у будном стању стеница никад не уједа човека.
Кућна стеница може бити узрок бројних здравствених проблема, укључујући осип на кожи, алергијске реакције, и психолошке симптоме.

### Грађа
Цело тело креветне стенице покривено је длачицама. Глава је мала и на њој се налазе испупчене и добро развијене очи као и антене (имају 4 чланка). Усни апарат је прилагођен за бодење и сисање помоћу рилице. Предња крила су у виду веома редукованих полукрилаца (лат. hemielitre), док задња крила не постоје. Три пара ногу састоји се од по 6 чланака. Трбушни део је овалног облика и састоји се од 8 сегмената.

### Размножавање
Женка полаже, на разна места, и до пет јаја дневно, или укупно око 200 јаја. Из јајета, у зависности од околне температуре, излежу се ларве, мале кућне стенице, након 5-22 дана. Након петог пресвлачења полно сазрева. 

### Животни циклус
Ларва у просеку, у једном сисању, усиса 5 mg, а женка око 7 mg крви. Стеница најчешће боде ноћу а процес сисања крви траје у просеку 10 минута.
Кућна стеница у просеку живи до годину дана, а глад подноси и до 6 месеци.

## Инфестација
Стенице се могу заразити са најмање 28 људских патогена, међу којима су пронађени Метицилин резистентни стафилококус ауреус (МРСА), и Ванкомицин резистентан ентерококус enterococcus faecium (VRE). Бројне студије нису поуздано утврдила да је овај инсект у стању да пренесе ове патогене на људе, а низ кожних манифестација која стеница изазива су без видљивих ефеката на створеним пликовима.
Откривање
Дијагноза инфестације поставља се на основу проналажења креветних стеница у кући, или на месту привременог боравка оболеле особе са карактеристистичним кожним променама, На инфестираном простору откривају се различити развојни облици или флеке на намештају од њиховог фецеса.
Сузбијање
Спречавање инфестације подразумева елиминацију инсеката у животној средини применом одговарајућих инсектицида. Уништавање стеница је сложен процес који захтева примену поред третмана пестицидима и механичке мере попут усисавања, третман топлотом итд Посебан проблем представља чињеница да су стенице током година развиле резистентност на одређене пестициде, што захтева чешће понављање запрашивања различитим препаратима.
Најефикаснији начин елиминације у насељеним објектима је топлотни третман. Објекат се специјалним грејалицама и вентилаторима загреје на приближно 50 степени и та се температура одржава 4-6 сати. Топлота преко 42 °C елиминише све стадијуме живота стеница, од јаја до одраслих инсеката.
Једина рестрикција је то што се из насељеног објекта морају уклонити предмети осетљиви на високе температуре.
Стенице су данашње време резистентне на ДДТ, који је уз то и забрањен у многим земљама.
Поред пестицидног спреја и праха може се користити и детаљно и фреквентно усисавање које помаже у физичкој елиминацији јаја и одраслих инсеката.